# Europese kampioenschappen indooratletiek 1976
De Europese kampioenschappen indooratletiek 1976 werden van 21 tot en met 22 februari 1976 gehouden in de Olympiahalle in de Duitse stad München. Het was de eerste maal dat de kampioenschappen in Duitsland gehouden werden.

## Medailles

### Mannen
| Onderdeel            | Goud                               | Goud    | Zilver                               | Zilver  | Brons                             | Brons   |
| -------------------- | ---------------------------------- | ------- | ------------------------------------ | ------- | --------------------------------- | ------- |
| 60 m                 | Valeri Borzov Sovjet-Unie          | 6,58    | Vasilis Papageorgopoulos Griekenland | 6,67    | Petar Petrov Bulgarije            | 6,68    |
| 400 m                | Yanko Bratanov Bulgarije           | 47,79   | Hermann Köhler West-Duitsland        | 48,19   | Grzegorz Mądry Polen              | 48,46   |
| 800 m                | Ivo Van Damme België               | 1.49,20 | Josef Schmid West-Duitsland          | 1.49,80 | Milovan Savić Joegoslavië         | 1.49,90 |
| 1500 m               | Paul-Heinz Wellmann West-Duitsland | 3.45,10 | Thomas Wessinghage West-Duitsland    | 3.45,30 | Gheorghe Ghipu Roemenië           | 3.46,10 |
| 3000 m               | Ingo Sensburg West-Duitsland       | 8.01,60 | Józef Ziubrak Polen                  | 8.02,00 | Ray Smedley Verenigd Koninkrijk   | 8.02,20 |
| 60 m horden          | Viktor Mjasnikov Sovjet-Unie       | 7,78    | Berwyn Price Verenigd Koninkrijk     | 7,80    | Zbigniew Jankowski Polen          | 7,92    |
| Verspringen          | Jacques Rousseau Frankrijk         | 7,90    | Valeri Podloezjny Sovjet-Unie        | 7,79    | Joachim Busse West-Duitsland      | 7,72    |
| Hink-stap-springen   | Viktor Sanjejev Sovjet-Unie        | 17,10   | Carol Corbu Roemenië                 | 16,75   | Bernard Lamitié Frankrijk         | 16,68   |
| Hoogspringen         | Sergej Senjoekov Sovjet-Unie       | 2,22    | Jacques Aletti Frankrijk             | 2,19    | Walter Boller West-Duitsland      | 2,19    |
| Polsstokhoogspringen | Joeri Prochorenko Sovjet-Unie      | 5,45    | Antti Kalliomäki Finland             | 5,40    | Renato Dionisi Italië             | 5,30    |
| Kogelstoten          | Geoff Capes Verenigd Koninkrijk    | 20,64   | Gerd Lochmann Oost-Duitsland         | 20,29   | Aleksandr Barysjnikov Sovjet-Unie | 20,02   |

### Vrouwen
| Onderdeel    | Goud                                        | Goud    | Zilver                              | Zilver  | Brons                              | Brons   |
| ------------ | ------------------------------------------- | ------- | ----------------------------------- | ------- | ---------------------------------- | ------- |
| 60 m         | Linda Haglund Zweden                        | 7,24    | Sonia Lannaman Verenigd Koninkrijk  | 7,25    | Elvira Poßekel West-Duitsland      | 7,28    |
| 400 m        | Rita Wilden West-Duitsland                  | 52,26   | Jelica Pavličić Joegoslavië         | 52,47   | Inta Drēviņa Sovjet-Unie           | 52,80   |
| 800 m        | Nikolina Shtereva Bulgarije                 | 2.02,20 | Lilyana Tomova Bulgarije            | 2.02,60 | Gisela Ellenberger West-Duitsland  | 2.03,20 |
| 1500 m       | Brigitte Kraus West-Duitsland               | 4.15,20 | Natalia Mărășescu Roemenië          | 4.15,60 | Rositsa Pekhlivanova Bulgarije     | 4.15,80 |
| 60 m horden  | Grażyna Rabsztyn Polen                      | 7,96    | Natalja Lebedeva Sovjet-Unie        | 8,08    | Bożena Nowakowska Polen            | 8,14    |
| Verspringen  | Lidia Alfejeva Sovjet-Unie                  | 6,64    | Jarmila Nygrýnová Tsjecho-Slowakije | 6,57    | Galina Goptsjenko Sovjet-Unie      | 6,48    |
| Hoogspringen | Rosemarie Witschas-Ackermann Oost-Duitsland | 1,92    | Ulrike Meyfarth West-Duitsland      | 1,89    | Milada Karbanová Tsjecho-Slowakije | 1,89    |
| Kogelstoten  | Ivanka Hristova Bulgarije                   | 20,45   | Svetlana Kratsjevskaja Sovjet-Unie  | 20,06   | Ilona Slupianek Oost-Duitsland     | 19,36   |

### Medailleklassement
| Plaats | Land                | Goud | Zilver | Brons | Totaal |
| 1      | Sovjet-Unie         | 6    | 3      | 3     | 12     |
| 2      | West-Duitsland      | 4    | 4      | 4     | 12     |
| 3      | Bulgarije           | 3    | 1      | 2     | 6      |
| 4      | Verenigd Koninkrijk | 1    | 2      | 1     | 4      |
| 5      | Polen               | 1    | 1      | 3     | 5      |
| 6      | Frankrijk           | 1    | 1      | 1     | 3      |
| 6      | Oost-Duitsland      | 1    | 1      | 1     | 3      |
| 8      | België              | 1    | 0      | 0     | 1      |
| 8      | Zweden              | 1    | 0      | 0     | 1      |
| 10     | Roemenië            | 0    | 2      | 1     | 3      |
| 11     | Joegoslavië         | 0    | 1      | 1     | 2      |
| 11     | Tsjecho-Slowakije   | 0    | 1      | 1     | 2      |
| 13     | Finland             | 0    | 1      | 0     | 1      |
| 13     | Griekenland         | 0    | 1      | 0     | 1      |
| 15     | Italië              | 0    | 0      | 1     | 1      |
| Totaal | Totaal              | 19   | 19     | 19    | 57     |

1970 ·
1971 ·
1972 ·
1973 ·
1974 ·
1975 ·
1976 ·
1977 ·
1978 ·
1979 ·
1980 ·
1981 ·
1982 ·
1983 ·
1984 ·
1985 · 
1986 · 
1987 · 
1988 · 
1989 · 
1990 · 
1992 · 
1994 · 
1996 · 
1998 · 
2000 · 
2002 · 
2005 · 
2007 · 
2009 ·
2011 ·
2013 ·
2015 ·
2017 ·
2019 ·
2021 ·
2023 ·
2025
Belgische medaillewinnaars · Nederlandse medaillewinnaars